# Gérard Debreu
Gérard Debreu (Calais, 4 juli 1921 – Parijs, 31 december 2004) was een Frans-Amerikaans econoom en wiskundige. Hij was professor economie aan de Universiteit van Californië, Berkeley. In 1983 won hij de Prijs van de Zweedse Rijksbank voor economie voor de manier waarop hij nieuwe analytische methodes had geïntroduceerd in de economie, en voor zijn rigoureuze herformulering van de algemene evenwichtstheorie.

## Biografie
Debreu’s vader was een zakenpartner van zijn grootvader van moeders kant.
Net voor het uitbreken van de Tweede Wereldoorlog haalde Debreu zijn baccalauréat, en vertrok naar Ambert om zich voor te bereiden op het examen waarmee hij toegelaten hoopte te worden op een grande école. Later vertrok hij naar Grenoble om zijn voorbereiding af te maken, beide in de zogenaamde “neutrale zone”.
In 1941 werd hij toegelaten tot de École Normale Supérieure in Parijs, samen met Marcel Boiteux. Hij werd beïnvloed door Henri Cartan en de Bourbaki-schrijvers. Net toen hij in 1944 zijn examen zou afronden, werd hij gerekruteerd door het Franse leger in verband met D-Day. Hij werd voor training naar Algerije gestuurd. Debreu bleef in militaire dienst tot juli 1945.
Debreu haalde eind 1945 en begin 1946 alsnog de examens van de Agrégation de Mathématiques. Tegen deze tijd was hij geïnteresseerd geraakt in economie, en dan met name de theorie van het algemeen evenwicht van Léon Walras. Van 1946 tot 1948 was hij een assistant aan het Centre national de la recherche scientifique. Tijdens deze periode maakte hij de overstap van wiskunde naar economie.
Debreu trouwde in 1946 met Françoise Bled. Samen kregen ze twee dochters: Chantal en Florence.
In 1948 kwam Debreu naar de Verenigde Staten op basis van een Rockefeller Fellowship, waarmee hij verschillende Amerikaanse universiteiten mocht bezoeken. Debreu begon te werken als een Research Association, en kwam in de zomer van 1950 terecht bij de Cowles Commission van de Universiteit van Chicago. Daar bleef hij vijf jaar lang werken, maar keerde van tijd tot tijd terug naar Parijs.
In 1954 publiceerde Debreu samen met Kenneth Arrow een artikel getiteld Existence of an Equilibrium for a Competitive Economy, waarin zij een definitief wiskundig bewijs gaven van het bestaan van een algemeen evenwicht. Ze deden dit door gebruik te maken van topologische in plaats van analytische methoden. Dit artikel lag aan de basis van het Arrow-Debreu-model.
In 1955 vertrok Debreu naar de Yale-universiteit. In 1959 publiceerde hij zijn klassieke monografie Theory of Value: An Axiomatic Analysis of Economic Equilibrium, wat als een van de belangrijkste werken uit de wiskundige economie wordt gezien.
Van 1960 tot 1961 werkte Debreu aan het Center for Advanced Study in the Behavioral Sciences aan de Stanford-universiteit. In januari 1962 ging hij werken aan de Universiteit van Californië, Berkeley. In de jaren 60 en 70 bezocht hij nog andere universiteiten zoals de Universiteit Leiden, Universiteit van Cambridge, Universiteit van Bonn en Universiteit van Parijs.
In 1975 kreeg Debreu officieel de Amerikaanse nationaliteit. In 1976 ontving hij het Legioen van Eer. In 1990 diende hij als president van de American Economic Association.
Debreu stierf op oudejaarsavond 2004 een natuurlijke dood in Parijs. Hij ligt begraven op het Cimetière du Père-Lachaise.

## Publicaties
- "The Coefficient of Resource Utilization", 1951, Econometrica.
- "A Social Equilibrium Existence Theorem", 1952, Proceedings of the National Academy of Sciences.
- "Definite and Semi-Definite Quadratic Forms", 1952, Econometrica
- "Nonnegative Square Matrices", with I.N. Herstein, 1953, Econometrica.
- "Valuation Equilibrium and Pareto Optimum", 1954, Proceedings of the National Academy of Sciences.
- "Existence of an Equilibrium for a Competitive Economy", with K.J.Arrow, 1954, Econometrica.
- "Representation of a Preference Ordering by a Numerical Function", 1954, in Thrall et al., editors, Decision Processes.
- "A Classical Tax-Subsidy Problem", 1954, Econometrica.
- "Numerical Representations of Technological Change", 1954, Metroeconomica
- "Market Equilibrium", 1956, Proceedings of the NAS.
- "Stochastic Choice and Cardinal Utility", 1958, Econometrica
- "Cardinal Utility for Even-Chance Mixtures of Pairs of Sure Prospects", 1959, RES
- The Theory of Value: An axiomatic analysis of economic equilibrium, 1959
- "Topological Methods in Cardinal Utility Theory", 1960, in Arrow, Karlin and Suppes, editors, Mathematical Methods in the Social Sciences.
- "On 'An Identity in Arithmetic'", 1960, Proceedings of AMS
- "Economics Under Uncertainty", 1960, Économie Appliquée.
- "New Concepts and Techniques for Equilibrium Analysis", 1962, IER
- "On a Theorem by Scarf", 1963, RES.
- "A Limit Theorem on the Core of an Economy", with H.Scarf, 1964, IER.
- "Contuinity Properties of Paretian Utility", 1964, IER
- "Integration of Correspondences", 1967, Proceedings of Fifth Berkeley Symposium.
- "Preference Functions of Measure Spaces of Economic Agents", 1967, Econometrica.
- "Neighboring Economic Agents", 1969, La Décision.
- "Economies with a Finite Set of Equilibria", 1970, Econometrica.
- "Smooth Preferences", 1972, Econometrica.
- "The Limit of the Core of an Economy", with H. Scarf, 1972, in McGuire and Radner, editors, Decision and Organization
- "Excess Demand Functions", 1974, JMathE
- "Four Aspects of the Mathematical Theory of Economic Equilibrium", 1974, Proceedings of Int'l Congress of Mathematicians.
- "The Rate of Convergence of the Core of an Economy", 1975, JMathE.
- "The Application to Economics of Differential Topology and Global Analysis: Regular differentiable economies", 1976, AER.
- "Least Concave Utility Functions", 1976, JMathE.
- "Additively Decomposed Quasiconcave Functions", with T.C.Koopmans, 1982, Mathematical Programming.
- "Existence of Competitive Equilibrium", 1982, in Arrow and Intriligator, Handbook of Mathematical Economics
- Mathematical Economics: Twenty papers of Gerard Debreu, 1983.
- "Economic Theory in a Mathematical Mode: the Nobel lecture", 1984, AER.
- "Theoretic Models: Mathematical form and economic content", 1986, Econometrica.
- "The Mathematization of Economic Theory", 1991, AER.
- "Innovation and Research: An Economist's Viewpoint on Uncertainty", 1994, Nobelists for the Future